# Gurre Kirke
Gurre Kirke er en kirke beliggende i Helsingør Stift. Kirken blev opført i 1918 og har siddepladser til 160 kirkegængere. Den ligger på en bakketop i nordøstlige hjørne af Nyrup Hegn, cirka en kilometer øst for landsbyen Gurre. Kirkens orgel er af nyere dato og har 22 stemmer.
Gurre sogn deler præst med Tikøb Sogn.